# 1700-km-Diskontinuität
Die 1700-km-Diskontinuität ist eine wissenschaftlich umstrittene Schichtgrenze im unteren Erdmantel. Ihre Existenz wurde bereits Anfang des 20. Jahrhunderts aus seismologischen Untersuchungen abgeleitet. Es handelt sich hierbei um eine seismologische Grenzschicht, die durch eine Veränderung der seismischen Geschwindigkeiten, d. h. der Ausbreitungsgeschwindigkeit seismischer Wellen, definiert ist.
Da diese Struktur bei Untersuchungen von Aufzeichnungen verschiedener weltweit verteilter Messstationen beobachtet worden ist, wurde sie als global existierend interpretiert. Benannt wurde sie nach der durchschnittlichen Tiefe ihres Auftretens bei etwa 1700 km. Da die Diskontinuität bislang allerdings nur mit sehr wenigen Studien schwach belegt werden konnte, ist sie umstritten. Eine Studie relativ hochfrequenter seismischer Wellen aus dem Jahr 2003 ergab keinerlei Hinweise auf die 1700-km-Diskontinuität, so dass ein abrupter Geschwindigkeitsanstieg mit hoher Impedanz in dieser Tiefe unwahrscheinlich ist. Die Möglichkeit eines Geschwindigkeitsgradienten, also eines langsamen Anstiegs über mehrere zig Kilometer, kann damit aber nicht ausgeschlossen werden. Ein solcher Gradient könnte zwar bei niedrigen Frequenzen beobachtet werden, wäre für hochfrequentes seismisches Signal jedoch unsichtbar.
Über die Ursache eines Geschwindigkeitsanstiegs in dieser Tiefe kann nur spekuliert werden, da bislang nur wenige Laborexperimente unter realistischen Temperatur- und Druckbedingungen durchgeführt wurden. Als mögliche Erklärung wurde eine Phasentransformation des Wüstit (FeO) vorgeschlagen, einem der beiden Hauptkomponenten – in Form der Mischphase Magnesiowüstit (Fe,Mg)O – des unteren Mantels. Nach dieser Vorstellung geht Wüstit in etwa der beobachteten Tiefe von der NaCl-Kristallstruktur in die NiAs-Struktur über. Der damit verbundene Anstieg der Dichte könnte den beobachteten Geschwindigkeitskontrast erklären.